# Такко
Такко (яп. 田子町 Такко-мати) — посёлок в Японии, находящийся в уезде Саннохе префектуры Аомори. Площадь посёлка составляет 242,10 км², население — 6190 человек (1 августа 2014), плотность населения — 25,57 чел./км².

## Географическое положение
Посёлок расположен на острове Хонсю в префектуре Аомори региона Тохоку. С ним граничат города Нинохе, Хатимантай, Кадзуно и посёлок Саннохе.

## Население
Население посёлка составляет 6190 человек (1 августа 2014), а плотность — 25,57 чел./км². Изменение численности населения с 1980 по 2005 годы:
| 1980 | 8878 чел. |  |
| 1985 | 8508 чел. |  |
| 1990 | 8106 чел. |  |
| 1995 | 7681 чел. |  |
| 2000 | 7288 чел. |  |
| 2005 | 6883 чел. |  |

## Символика
Деревом посёлка считается Sorbus commixta, цветком — рододендрон, птицей — трясогузка.